# Ulocladium multiforme
Ulocladium multiforme är en svampart som beskrevs av E.G. Simmons 1999. Ulocladium multiforme ingår i släktet Ulocladium och familjen Pleosporaceae.   Inga underarter finns listade i Catalogue of Life.